# Printemps croate
 (septembre 2016).
Si vous disposez d'ouvrages ou d'articles de référence ou si vous connaissez des sites web de qualité traitant du thème abordé ici, merci de compléter l'article en donnant les références utiles à sa vérifiabilité et en les liant à la section « Notes et références ».
Le Printemps croate (en croate : Hrvatsko proljeće, également appelé masovni pokret ou MASPOK pour « mouvement de masse ») est un mouvement politique croate du début des années 1970 qui appelait à plus de liberté en Croatie alors membre de la république fédérative socialiste de Yougoslavie. La Croatie est gouvernée par la Ligue des communistes de Croatie (SKH), formellement indépendante du la Ligue des communistes de Yougoslavie que dirige Josip Broz Tito. Dans les années 1960, la fédération connaît plusieurs réformes de relance de l'économie, tandis que les dirigeants locaux cherchent surtout à protéger les intérêts économiques de leurs république respectives. C'est dans ce cadre qu'un conflit éclate en Croatie entre les réformistes, proches de la Matica hrvatska, une fondation promouvant la culture et l'identité croate, et les conservateurs.
À la fin des années 1960, plusieurs griefs sont lancés par la Matica hrvatska, puis par les réformistes du SKH, menés par Savka Dabčević-Kučar et Miko Tripalo. Ils concernent principalement le nationalisme économique puisque les réformistes veulent réduire les transferts monétaires vers le gouvernement central. Par la suite, des revendications politiques apparaissent, en faveur de plus d'autonomie et d'un plus grand équilibre dans la répartition des postes de pouvoir, perçus comme majoritairement occupés par les Serbes, y compris en Croatie. Enfin, une question linguistique se superpose, à propos de la différence supposée entre le croate et le serbo-croate. 
Le printemps croate valorise le passé national, notamment la figure de Josip Jelačić, politicien du XIXe siècle et officier supérieur de l'armée autrichienne. De même, l'ancien leader assassiné du parti paysan croate, Stjepan Radić, est mis en avant. Tout un ensemble de symboles culturels et de chants patriotiques sont repris, dans le but d'affirmer la particularité de la Croatie et de faire évoluer son statut politique, d'une république vers un véritable Etat national croate. De ce fait, les partisans du printemps croate réclament des transferts de compétences depuis l'autorité centrale, ce qui accroît les tensions avec les Serbes de Croatie et avec les conservateurs du SKH
Si le printemps croate reste majoritairement un phénomène interne à la Croatie, la montée en puissance du nationalisme croate pousse Tito et le parti communiste yougoslave à intervenir. Les dirigeants réformistes du SKH doivent démissionner mais leurs réformes ne sont pas bouleversées et, plus encore, certaines de leurs revendications sont honorées, permettant d'accroître le fédéralisme au profit des autorités locales, non sans lien avec l'éclatement à venir de la Yougoslavie.

## Contexte
Au début de la décennie 1960, la Yougoslavie est une fédération composée de six républiques mais, dans les faits, le pays est très centralisé. Or, l'économie est alors en récession, obligeant à des réformes économiques souvent menées à la hâte et donc peu efficaces. En 1962, la situation empire et des débats émergent sur les fondements même de l'économie nationale. Tito réunit le comité central du parti (le SKJ) pour discuter de son rôle et des relations entre le pouvoir central et les républiques constitutives. Rapidement, des tensions éclatent entre les Serbes, représentés par Aleksandar Ranković et les Slovènes conduits par Miha Marinko et Sergej Kraigher, soutenus par le premier-ministre adjoint de Slovénie, Edvard Kardelj. La délégation slovène demande plus de décentralisation, tandis que les Serbes veulent garder la situation inchangée, notamment le monopole du gouvernement central sur la redistribution fiscale entre les républiques, qui se fait généralement en faveur de la République serbe. En 1963, une nouvelle constitution est adoptée, qui donne plus de pouvoirs aux républiques.
De nouvelles réformes sont adoptées en 1964 et 1965, qui transfèrent d'importantes compétences aux républiques fédérées. Toutefois, cela entraîne des tensions entre les banques, assurances et organes chargés du commerce international détenus par le gouvernement yougoslave et ceux détenus par les républiques. Des alliances commencent à se nouer, sur fond de tensions politiques. Rankovic obtient le soutien de la république de Bosnie-Herzégovine et du Monténégro, tandis que la Slovénie est soutenue par la Croatie. Bakaric persuade Krste Crvenkovski, leader de la Ligue des communistes de Macédoine (SKM), de soutenir le camp slovéno-croate. Schématiquement, l'opposition se cristallise entre la Serbie d'un côté et le bloc croato-slovène de l'autre.
En Croatie, les positions de Rankovic et de ses alliés sont perçues comme une volonté d'hégémonisme de la part des Serbes, renforçant en réaction le nationalisme croate. Au milieu des années 1960, Helene Batjer, consul américaine en Croatie, estime que la moitié des membres du SKH et 80 % de la population adhèrent à ce nationalisme.
Au début de l'année 1966, les réformes n'ont toujours pas eu les effets désirés. Le SKJ blâme les Serbes qui opposent trop de résistance aux évolutions et Kardelj persuade Tito de faire partir Rankovic de la tête du comité central du SKJ, ainsi que de la vice-présidence de la Yougoslavie. Rankovic est bientôt accusé de comploter pour prendre le pouvoir, ainsi que d'avoir contesté les décisions prises par le huitième congrès du parti et d'avoir mis sous écoute les principaux membres du SKJ, dont Tito. Pour ce dernier, se débarrasser de Rankovic est aussi une opportunité de décentraliser le pays, ce qui lui permet d'apparaître comme l'arbitre entre les différentes républiques. 
En 1967 et 1968, la constitution yougoslave est de nouveau amendée, réduisant le champ de l'autorité fédérale. La coalition réformiste est à son zénith lors du 9e congrès du SKJ, continuant de proposer toujours plus de décentralisation. Le prêt de la Banque mondiale pour la construction d'une autoroute cause une profonde division parmi les réformistes car le gouvernement décide de suspendre le développement de la section slovène et d'en construire une en Croatie et une autre en Macédoine à la place. Pour la première fois, une république fédérée, en l'occurrence la Slovénie, s'oppose frontalement à une décision du gouvernement fédéral, sans succès. La situation est alors tendue et les autorités slovènes calment le jeu en déclarant publiquement n'avoir aucune intention de fire sécession. Cependant, elles retirent leur soutien aux réformistes, ce qui n'empêche par le SKH et le SKH de faire pression sur le SKJ pour faire adopter le principe de l'unanimité dans la prise de décision, ce qui octroie un droit de véto à l'ensemble des républiques.

## Renouveau national
A la fin des années 1960, l'échec des réformes économiques s'incarne par la domination toujours incontestée des banques fédérales, tandis que les banques croates sont repoussées de Dalmatie, une région touristique où les hôtels sont largement détenus par des sociétés basées à Belgrade. Pour les médias croates, cet état de fait résulte de favoritisme et de corruption. En outre, la situation est aggravée par la crainte d'une mise en danger de l'identité croate. Des mesures sont contestées comme l'usage de manuels scolaires hostiles au sentiment national croate, une campagne de standardisation du serbo-croate au profit des dialectes serbes, des déplacements de population en faveur des Serbes et un soutien tacite au séparatisme dalmate. Cela s'incarne par des revendications en faveur de provinces autonomes serbes en Dalmatie. Pour les nationalistes croates, toutes ces mesures contribuent à affaiblir la république croate. Au début de l'année 1969, plusieurs griefs sont listés dans un article du président de l'association des écrivains croates, Petar Šegedin, dans un magazine publié par la Matica hrvatska. Petar Šegedin y accuse notamment le gouvernement yougoslave d'assimilation culturelle envers la Croatie. 
En 1967, les deux premiers volumes du dictionnaire littéraire et vernaculaire du serbo-croate paraissent. S'appuyant sur l'accord de Novi Sad de 1954, ils déclenchent une controverse à propos du statut du croate comme langue à part. En effet, les deux volumes excluent plusieurs expressions croates ou les définissent comme des dialectes locaux contrairement au serbe, érigé en standard. Déjà, l'année précédente, un dictionnaire serbo-croate publié par Miloš Moskovljević a fait polémique en omettant le croate. 
130 linguistes croates, dont 80 communistes, réagissent en faisant paraître la Déclaration au sujet de la situation et de la dénomination de la langue littéraire croate, le 17 mars 1967. Elle critique ouvertement la dictionnaire précédent et appelle à une reconnaissance officielle du croate, de manière qu'il soit utilisé par les instances de la république. Cette décision désavantagerait directement les fonctionnaires serbes présents sur le territoire. En réaction, 54 écrivains serbes exigent que TV Belgrade utilise l'alphabet cyrillique et demandent que l'éducation des Serbes de Croatie soit faite en serbe. Le SKJ dénonce aussi la Déclaration croate, laquelle ne fait pas l'unanimité en Croatie. Ainsi, Miloš Žanko s'en prend à Franjo Tudman, chef de l'Institut pour l'histoire du mouvement des travailleurs de Croatie et Većeslav Holjevac, qui dirige la Fondation pour l'héritage croate. Pour autant, c'est une étape clé dans l'affirmation de ce qu'il convient d'appeler le printemps croate, renouveau du nationalisme croate.
En 1970, la Matica hrvatska se retire de l'accord de Novi Sad quand la Matica srpska, sorte d'académie serbe, affirme que le croate n'est qu'un dialecte dérivé du serbe. La Matica hrvatska publie un nouveau dictionnaire croate, ainsi qu'un manuel d'orthographe, tous deux rejetés par la Serbie. Les nationalistes croates se mettent à défendre un purisme linguistique, révisant les manuels scolaires et étendant la connaissance de l'histoire et de la culture croates. La Matica hrvatska devient la cheville ouvrière de ce mouvement, porté par Šime Đodan, son secrétaire à l'économie. En 1970, elle voit le nombre de ses membres passer de 2 000 à 40 000, lui conférant une grande influence. Elle diffuse sa propre revue, Hrvatski tjednik, promouvant le nationalisme croate. Editée par Vlado Gotovac, elle devient rapidement un journal incontournable dans le pays.

## Déroulement
Le mouvement organisa des manifestations en 1971 rassemblant plusieurs milliers d'étudiants de Zagreb.
Des linguistes croates (Stjepan Babić, Božidar Finka et Milan Moguš) publièrent en 1971 un livre de grammaire et d'orthographe appelé Hrvatski pravopis. L'utilisation du terme hrvatski signifiant croate allait a l'encontre de la politique de rassemblement du croate avec le serbe sous le nom srpskohrvatski ou hrvatskosrpski, serbo-croate ou croato-serbe. Le livre fut banni et tous les exemplaires brûlées. Cependant un exemplaire trouva son chemin jusqu'à Londres où le livre fut imprimé.
Le gouvernement yougoslave vit ces événements comme une résurgence du nationalisme croate et utilisa la police pour réprimer les manifestations. Beaucoup de manifestants furent arrêtés et détenus en décembre 1971 et certains furent même condamnés à plusieurs années de prison. Certaines estimations portent à 2000 le nombre de personnes poursuivies pour leur participation au mouvement.  Parmi elles on compte le futur président croate Franjo Tuđman et le journaliste Bruno Bušić.
La direction du Parti communiste croate, dont Vladimir Bakarić et Milka Planinc tenta de punir les dissidents et d'exclure plusieurs membres des organisations communistes étudiantes et du parti lui-même. Cependant, certaines figures dominantes du parti comme Savka Dabčević-Kučar, Miko Tripalo et Dragutin Haramija soutenaient le mouvement.

## Conséquences
En 1974, une nouvelle constitution fédérale fut ratifiée. Elle donnait plus d'autonomie aux républiques, et répondait aux principaux buts du mouvement de 1971. La nouvelle constitution donnait notamment aux républiques le droit de faire sécession. Droit que la plupart utilisèrent 20 ans plus tard.
Certains des étudiants qui participèrent au Printemps croate devinrent des personnalités politiques influentes. Ivan Zvonimir-Čičak devint un dirigeant du Comité d'Helsinki pour les droits de l'homme, Dražen Budiša le chef du Parti libéral social croate. Savka Dabčević-Kučar, Miko Tripalo et Dragutin Haramija fondèrent le Parti populaire croate.
La quatrième édition du Hrvatski pravopis est considérée comme une définition officielle de la langue croate.

## Sources
- (en) Ante Batovic, The Croatian Spring: Nationalism, Repression and Foreign Policy Under Tito, I. B. Tauris, 2017 (ISBN 978-1-78453-927-6)
- (en) Jill Irvine, « The Croatian Spring and the Dissolution of Yugoslavia », dans State Collapse in South-Eastern Europe: New Perspectives on Yugoslavia's Disintegration, Purdue University Press, 2007 (ISBN 978-1-55753-460-6)
- (en) Sabrina Ramet, The Three Yugoslavias: State-building and Legitimation, 1918–2005, Indiana University Press, 2006 (ISBN 978-0-253-34656-8)